# 1784 Бенґелла
1784 Бенґелла (1784 Benguella) — астероїд головного поясу, відкритий 30 червня 1935 року.
Тіссеранів параметр щодо Юпітера — 3,511.